# Seldom Seen
Seldom Seen (1970 - 1996) fue un pony connemara que compitió en los altos niveles de Doma, con su jinete Lendon Gray. Su dueña era Peg  Whitehurst

## Carrera
Seldom Seen fue entrenado por Lendon Gray. Al principio, el pony fue ideado para ser un Pony de montura para Kim, la hija de Peg  Whitehurst.  El impresionante poni fue retirado en 1987, luego de ganar el Grand Prix de Dressage, Grand Prix catogería "Special", y Grand Prix Freestyle, en Devon. Murió en 1996, a la edad de 26.

## Pedrigree
Era un caballo de raza connemara de color gris y castrado. 
Hijo de Mitipo (por Michel), un purasangre y Tarsdown Tully (por Georgias Mister Irish), una connemara.

## Extra
Video de Google retirement ceremony en Devon. En el video se explica cómo consiguió su nombre.
- Datos: Q7447610